# Col Tête-Jaune
Pour les articles homonymes, voir Tête jaune.
Le col Tête-Jaune (anglais : Yellowhead Pass), aussi connu sous le nom de col Yellowhead, est un important col routier et ferroviaire des Rocheuses canadiennes. Le col fut nommé d'après Tête Jaune, un trappeur iroquois qui dirigea l'une des premières missions d'arpentage du col.
Le col est traversé par le chemin de fer du Canadien National et la route Yellowhead. Le col est classé lieu historique national.

## Toponymie
Le col Tête-Jaune a été nommé d'après le trappeur iroquois Pierre Bostonnais, mieux connu sous son surnom de Tête Jaune du fait de sa chevelure blonde. Ce surnom a aussi donné son nom à une route, une montagne, un lac et à la communauté de Tête Jaune Cache en Colombie-Britannique.
Le col a aussi été connu sous les noms de Leather Pass, Cowdung Pass, Leatherhead Pass, Jasper Pass, Jasper House Pass, Tête Jaune Passe et Rocky Mountain Pass. Finalement, dû à sa facilité d'accès, le col reçut aussi le nom de Caledonian Valley (Vallée Calédonienne) parce qu'il menait à la Nouvelle-Calédonie (l'actuelle région de Prince George).

## Géographie

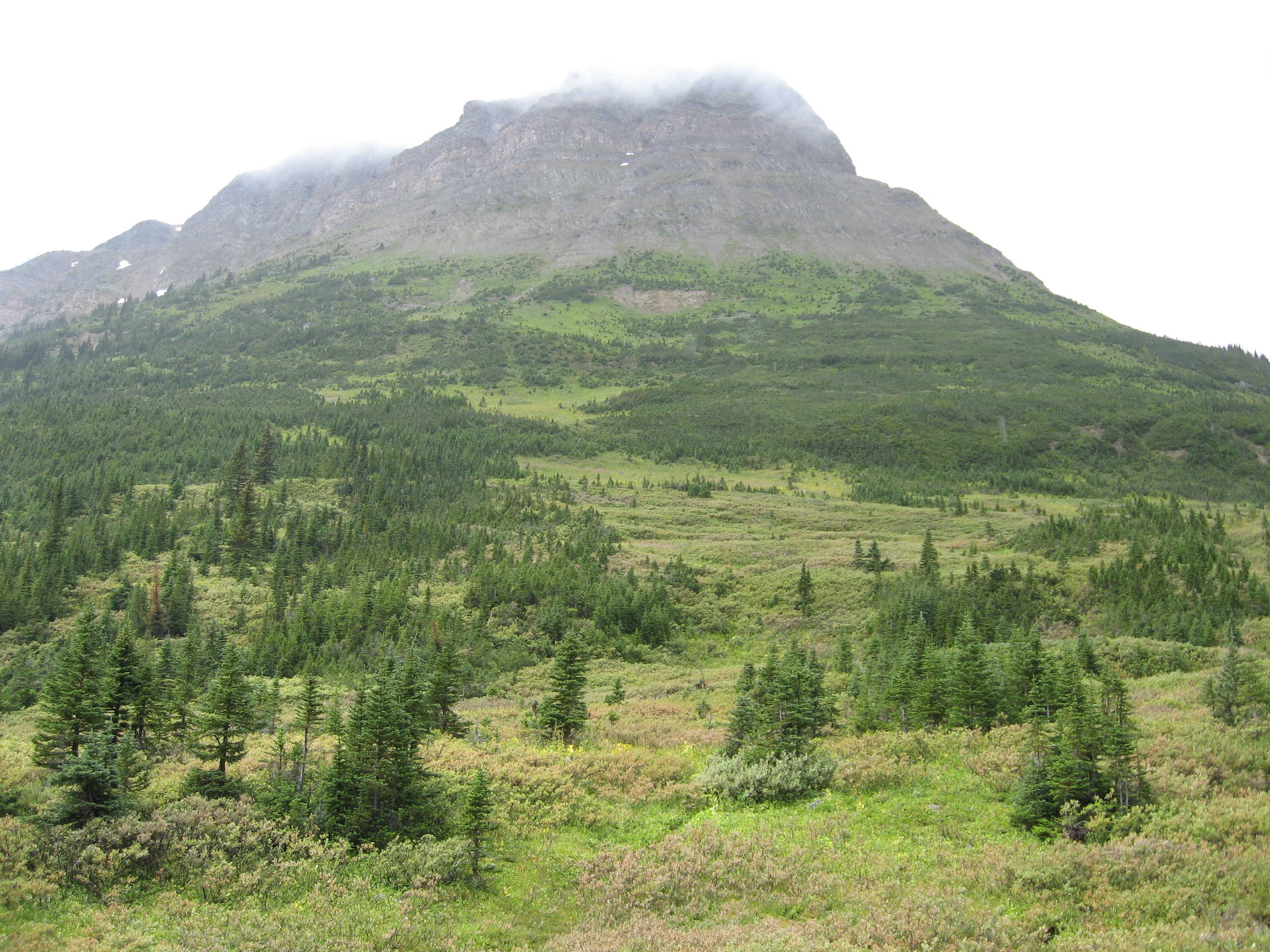
La Tête Roche, l'un des sommets délimitant le col Tête Jaune.

Le col est situé à la fois à la frontière de l'Alberta et de la Colombie-Britannique et à la limite du parc national de Jasper et du parc provincial du Mont Robson. Il est situé entre le mont Yellowhead et la colline Miette, qui sont situés sur le Continental Divide.
Il s'agit du seul col des Rocheuses au Canada traversé par deux lignes de chemin de fer passager, Le Canadien, qui assure l'aller-retour entre Toronto et Vancouver trois fois par semaine et le train Jasper-Prince Rupert, qui traverse le col également trois fois par semaine. Le col est aussi traversé par la route Yellowhead (Route 16 à la fois en Alberta et en Colombie-Britannique).  Cette route fait partie de la route Transcanadienne et est comprise comme « route principale » dans le réseau routier national du Canada.

## Histoire
Malgré sa faible hauteur et sa facilité d'accès, le col Tête-Jaune fut découvert beaucoup plus tard que les cols Howse et Athabasca. Exploré par la compagnie de la Baie d'Hudson dès le milieu des années 1820, il devint un important col pour la compagnie jusque dans les années 1850 pour relier la Nouvelle-Calédonie au reste des postes de la compagnie. Il fut plus tard abandonné par la compagnie quand celle-ci décida de recourir à des vapeurs pour desservir le nord de la Colombie-Britannique.

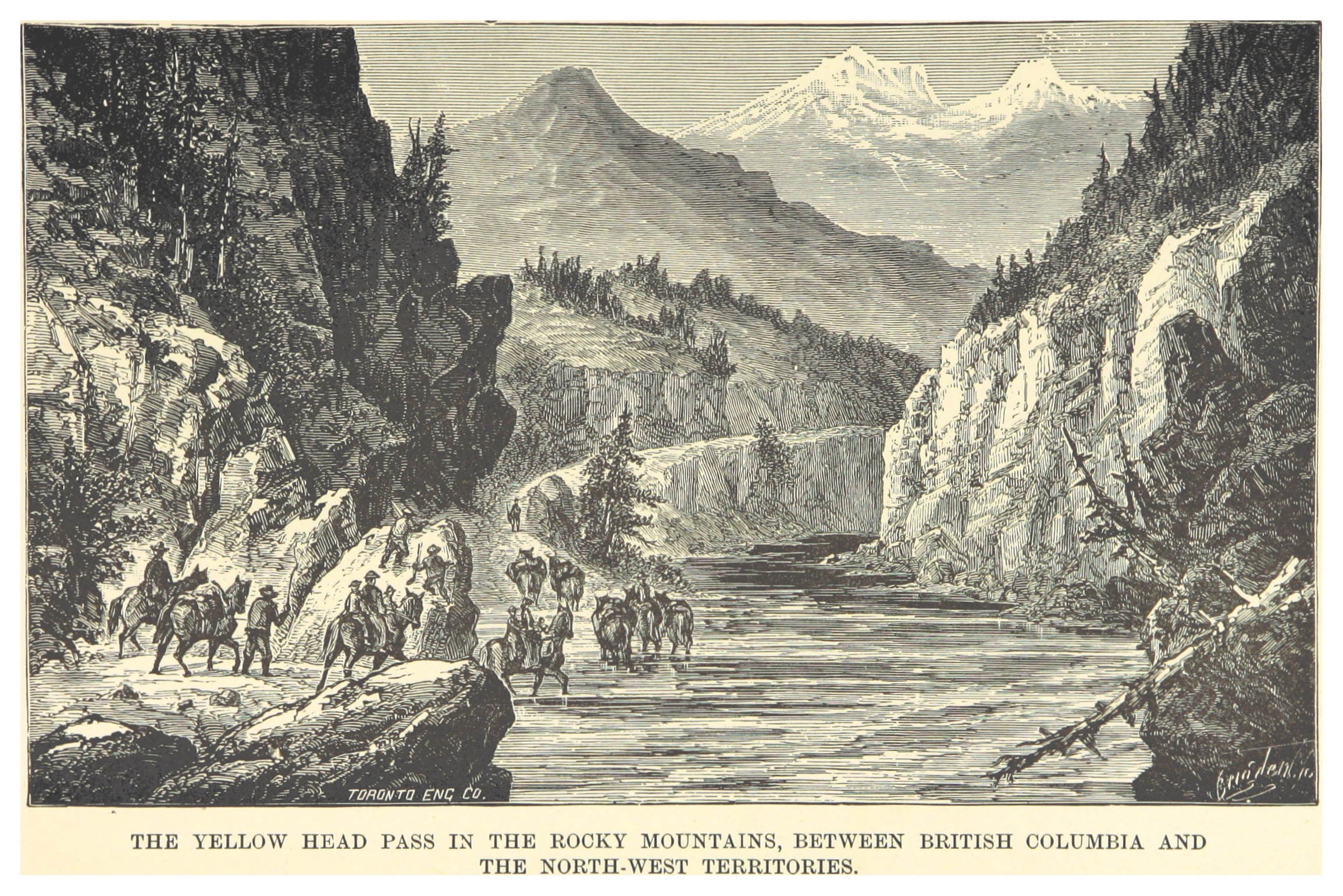
Esquisse représentant le franchissement du col au milieu du XIXe siècle.

Dès 1858, Sanford Fleming, arpenteur du Grand Trunk Railway propose la création d'un chemin de fer traversant l'Amérique du Nord Britannique. Il faut attendre cependant 1872 pour que le Canada, nouvellement créé, décide de faire un chemin de fer pour relier l'océan Pacifique, dans le but d'unifier le pays. Fleming proposa le col Tête-Jaune pour traverser les Rocheuses, du fait de sa faible élévation et de son accès facile. Des travaux de débroussaillage furent même entrepris dans le col.
Quand John A. Macdonald fut réélu en 1878, le gouvernement changea d'idée et opta plutôt pour le col du Cheval-qui-Rue, qui est situé beaucoup plus au sud.
C'est au début du XXe siècle que l'idée de faire passer un chemin de fer dans le col refit surface. En quelques années 2 chemins de fer furent construits dans le col. Le premier, le chemin de fer le Grand Trunk Pacific, passa par le col dès novembre 1911 et le second, le Canadian Northern, fut installé à travers le col en décembre 1913. Les parcs de Jasper et du Mont Robson furent créés respectivement en 1912 et 1913. Le coût important des travaux des chemins de fer et la Première Guerre mondiale provoque la faillite des deux compagnies en 1917. En 1919, le gouvernement prit contrôle des biens des deux compagnies, les fusionna et créa ainsi la compagnie des chemins de fer nationaux du Canada, mieux connue sous le nom de Canadien National. Elle démantela l'emprise de l'une des deux lignes de chemin de fer qui servit à la création d'une route traversant le col.
Il faudra attendre les années 1940 pour que le gouvernement commence à améliorer la route de façon intermittente, puis 1970 pour que le col soit traversé par une route moderne et asphaltée. Il a été reconnu comme lieu historique national du Canada le 27 mai 1971.